# Miha Firšt
Miha Firšt, slovenski kontrabasist, pedagog, igralec in producent, 17. avgust 1992, Celje .
Miha Firšt je direktor Hiše kulture Celje  in predsednik Društva za glasbeno gledališče Slovenije. Kot kontrabasist-solist je igral v Salzburški filharmoniji, ter ob tem poučeval v Glasbeni šoli Celje, od leta 2018 pa nastopa kot komorni glasbenik, solist in igralec. Debitiral je z monodramo Particka Süskinda Kontrabas, leta 2019 pa predstavil avtorsko monodramo Komedija o artu. Je avtor glasbene kompozicije Večna skladba, ki je najdaljša skladba  na svetu. 
Maturiral je na Gimnaziji Lava (Šolski center Celje), študiral pa na Akademiji za glasbo v Ljubljani, Glasbeni akademiji v Zagrebu in Univerzi v Gradcu. 
Je sin skladatelja Nenada Firšta in brat skladatelja Leona Firšta. 